# Синагоги Чернівців

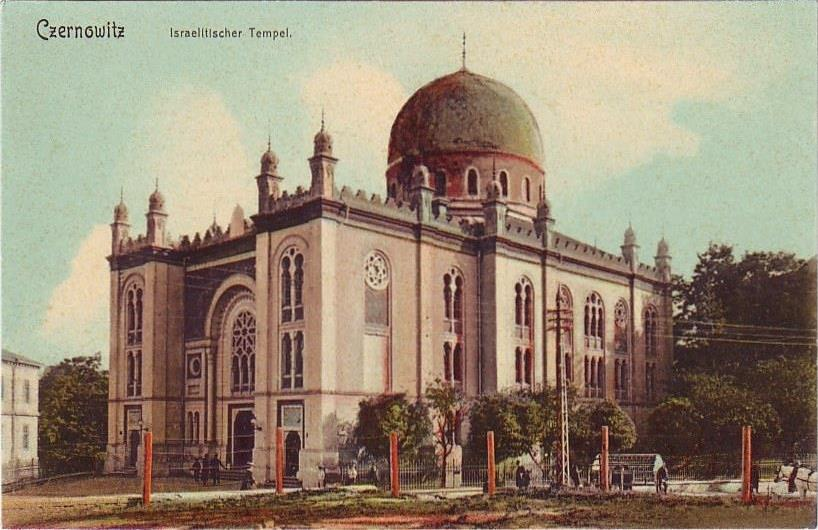
Єврейський темпль у Чернівцях

Чернівці — центр Буковинського краю, одне з найбільших міст Західної України з багатою єврейською культурною спадщиною. Колись його називали «найбільш єврейським містом Європи». Євреї оселилися в Буковині в XIV столітті. Чернівецьке єврейство в період з кінця XVIII століття до 40-х років XX століття — дивовижне явище, свого роду феномен. Вони були іншими, відрізнялися, бо жили, формувалися в особливих обставинах. Саме тут євреї змогли домогтися реальної рівності прав з представниками інших націй. У Чернівцях розквітала єврейська культура, впливаючи на культури інших народів та сприймаючи їх вплив.

## Список
- Садгірська синагога

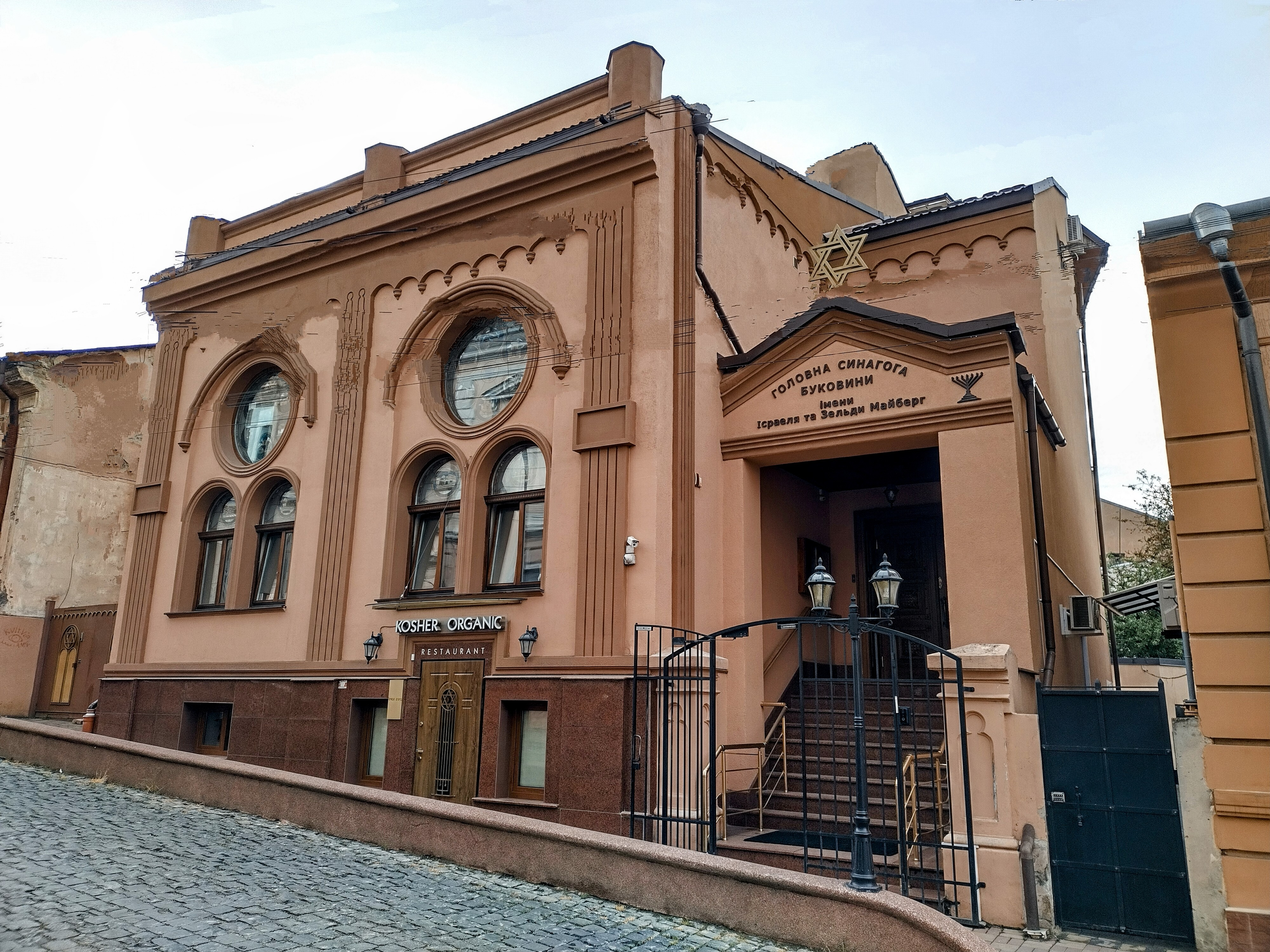
Синагога Корншил

- Реформістська синагога «Темпль»

Реформістська синагога «Темпль», тобто «храм», уособлює собою злет і трагедію освіченої чернівецької єврейської громади.
Побудована 1877 року на пожертви найбагатших членів громади за проектом архітектора Ю.Захаревича в модному на той час еклектичному неомавританському стилі, вона вражала красою, вигадливим оздобленням і розкішними інтер'єрами.
Її купол вивищувався над навколишніми будинками. В урочистому закладенні синагоги брали участь головний рабин краю і православний митрополит Буковини.
«Темпль» був окрасою міста, його зображують ледь не на всіх листівках із краєвидами Чернівців. Тут проявився талант «буковинського Карузо» — чудового співака і кантора Йозефа Шмідта.З приходом 1940 року радянської влади «Темпль» був відібраний у громади.
З початком війни його неодноразово намагалися зруйнувати. Німецька айнзац-команда підпалила храм, але тоді будівля встояла.
Радянська влада виявилася більш послідовною: вже в 50-ті роки «Темпль» спробували підірвати, а коли це не вдалося, знищили купол і заклали вікна. У невиразній будівлі, яка після цього утворилась, обладнали кінотеатр «Жовтень» (нині «Чернівці»).
- Велика синагога (Чернівці)

- Синагога Мордко і Таубі Корн
- Хоральна синагога «Бейт-Арес»
- Бейт-Тфіла Біньямін
- Синагога Боянер Ребе
- Синагога Громади традиційного іудаизму "Авів"